# TikTok (lied)
TikTok is een lied van de Nederlandse rapper Dopebwoy in samenwerking met de Algerijns-Franse rapper Boef en Nederlandse producer SRNO. Het werd in 2019 als single uitgebracht en stond in hetzelfde jaar als eerste track op het album Forever lit van Dopebwoy.

## Achtergrond
TikTok is geschreven door Serrano Gaddum, Sofiane Boussaadia en Jordan Jacott en geproduceerd door SRNO. Het is een nummer uit het genre nederhop. Het is een lied waarin de artiesten rappen over hun rijkdommen. Het lied was de grootste hit van het nummer één album Forever lit. De single heeft in Nederland de platina status.
Het is de eerste keer dat de drie artiesten tegelijkertijd op een track te horen zijn. Deze samenwerking werd meermaals herhaald. Op zowel Champagne papi als Monaco stonden de drie op de track als leidende artiest. Ook onderling werd er nog samengewerkt. Een maand voor TikTok brachten Boef en Dopebwoy samen het lied Guap uit en ook op Domme invest waren ze beide te horen. Met SRNO had Boef na in 2021 de hit Tot laat en Dopebwoy en SRNO stonden op veel andere tracks samen, waaronder Christian Dior, Marbella, Perro en Panorama.

## Hitnoteringen
De artiesten hadden succes met het lied in de hitlijsten van het Nederlands taalgebied. Het piekte op de tweede plaats van de Single Top 100 en stond zestien weken in deze hitlijst. De Top 40 werd niet bereikt; het lied bleef steken op de vierde plaats van de Tipparade. Ook in de Vlaamse Ultratop 50 was er geen notering. Het kwam hier tot de zevende plaats van de Ultratip 100